# Rosika Schwimmer
Pour les articles homonymes, voir Schwimmer.

Rosika Schwimmer (en hongrois (Bédy-)Schwimmer Rózsa), née le 11 septembre 1877 à Budapest (Autriche-Hongrie) et morte le 3 août 1948 à New York (États-Unis), est une femme politique, diplomate, pacifiste, féministe et suffragette hongroise.

## Biographie

### Jeunesse
Rosika Schwimmer naît dans une famille juive de Budapest, en Autriche-Hongrie. Elle étudie la musique et les langues mais face à la détérioration des finances de la famille, elle commence à travailler comme comptable, en 1896.

### Militantisme et politique
Pacifisme et féminisme avant et pendant la Première Guerre mondiale
En 1904, elle fonde l'Association féministe hongroise avec Vilma Glücklich, aide à la création du Conseil national féminin hongrois et plus tard organise le premier syndicat féminin de Hongrie. Elle est membre du bureau de la Société pacifique hongroise. En 1909, le ministre de l'Intérieur la nomme à un poste à responsabilité, chargé de la protection de l'enfance.
En 1913, elle devient la secrétaire correspondante de l'Alliance internationale des femmes (AISF). Elle effectue un tour d'Europe avec la féministe américaine Carrie Chapman Catt, donnant des conférences en faveur du vote des femmes. Elle crée le journal A nő (« La femme »). En 1914, elle déménage à Londres et travaille comme correspondante pour plusieurs journaux européens ainsi que comme secrétaire de presse de l'AISF. Lorsque la Première Guerre mondiale éclate, elle ne peut pas revenir en Autriche-Hongrie mais s'engage malgré tout dans la voie du pacifisme, militant pour la fin du conflit. La même année, elle part en tournée aux États-Unis afin de demander au président Woodrow Wilson d'organiser une conférence internationale politiquement neutre pour mettre fin à la guerre. En 1915, elle prend part à la création du Woman's Peace Party.
Entre le 28 avril et le 10 mai 1915 se déroule un congrès international des femmes à La Haye, où sa proposition d'une conférence de médiation entre les gouvernements est adoptée par les participantes. Elle obtient le soutien de l'industriel Henry Ford, qui affrète un « Peace Ship (en) » (« Navire de paix ») à Stockholm (Suède). En juin 1916, elle crée le Comité international de médiation immédiate. Après l'armistice de 1918, elle devient vice-présidente de la Ligue internationale des femmes pour la paix et la liberté, issue du congrès de 1915.
Rôle politique et exil
Lorsque la Hongrie devient indépendante, en 1918, le Premier ministre Mihály Károlyi la nomme ambassadrice en Suisse. Lorsque les communistes prennent le contrôle du gouvernement en 1919 (République des conseils de Hongrie), elle marque son opposition et se voit déchue de ses droits civils. D'autres sources estiment cependant qu'elle fut révoquée le 18 janvier 1919 à cause de pressions des États-Unis, de la France et d'anciens États de l'Empire austro-hongrois. En 1920, après que le gouvernement de Miklós Horthy a évincé les communistes, elle s'enfuit à Vienne et en 1921 arrive aux États-Unis. Elle s'installe à Chicago et ne reviendra plus jamais en Hongrie, où elle a pourtant eu une influence certaine sur l'implication des femmes en politique.
En raison de ses convictions pacifistes, elle y est étiquetée comme « socialiste ». Elle passe une partie du reste de sa vie à répondre à ce genre d'attaque. Un dénommé Fred Marvin l'accuse ainsi d'être une espionne allemande et un agent bolchevique : elle le poursuit en justice et obtient 17 000 dollars de dommages et intérêts. Cependant, son militantisme pacifiste l'empêche d'acquérir la citoyenneté américaine, la Cour suprême statuant même en 1929 sur son cas avec l’arrêt United States v. Schwimmer (en 1946, cet arrêt est annulé après la décision Girouard v. United States). Elle finit sa vie aux États-Unis comme apatride.
Plus tard, Rosika Schwimmer essaie de créer un gouvernement mondial, notamment avec Lola Mayerick Lloyd (en). En 1935, elle créé le Centre mondial pour les archives de la femme avec Mary Ritter Beard. Elle reçoit le prix mondial de la paix en 1937. En 1947, elle est sélectionnée pour le prix Nobel de la paix, mais n’a aucune chance de l'obtenir dans la mesure où il n’est pas attribué l'année qui suit.

### Mort
Rosika Schwimmer meurt d'une pneumonie le 3 août 1948, à New York.